# L'Honneur de la famille (film, 1931)
Pour le film de King Vidor sorti en 1920, voir L'Honneur de la famille.
Pour plus de détails, voir Fiche technique et Distribution.
L'Honneur de la famille (titre original : Honor of the Family) est un film américain réalisé par Lloyd Bacon et sorti en 1931.

## Fiche technique
- Titre original : Honor of the Family
- Titre français : Honneur de la famille[1]
- Réalisation : Lloyd Bacon
- Scénario : Lenore J. Coffee, James Ashmore Creelman, Roland Pertwee, d'après l'adaptation au théâtre par Émile Fabre du roman La Rabouilleuse d'Honoré de Balzac
- Costumes : Earl Luick
- Photographie : Ernest Haller
- Musique : David Mendoza
- Société de production : First National Pictures
- Société de distribution : Warner Bros.
- Pays de production :  États-Unis
- Langue originale : anglais
- Format : noir et blanc – 35 mm – 1.37:1 – son monophonique
- Genre : drame
- Durée : 63 minutes
- Date de sortie :
  - États-Unis : 17 octobre 1931

## Distribution
- Bebe Daniels : Laura
- Warren William : le capitaine Boris Barony
- Alan Mowbray : Tony Revere
- Blanche Friderici : Mme Boris
- Frederick Kerr : Paul Barony
- Dita Parlo : Roszi
- Allan Lane : Joseph
- Harry Cording : Kouski
- Murray Kinnell : le capitaine Elek
- C. Henry Gordon : Renard
- Alphonse Ethier : Bela
- Carl Miller : le lieutenant Kolman